# Jokin Aperribay
Jokin Aperribay Bedialauneta (Deba, 27 maggio 1966) è un imprenditore e dirigente sportivo spagnolo di origini basche, presidente della Real Sociedad dal 20 dicembre 2008.